# Jo Schlesser
Jo Schlesser (n. 18 mai 1928, Apremont, Lorraine⁠(d), Franța – d. 7 iulie 1968, Rouen-Les-Essarts⁠(d), Haute-Normandie, Franța) a fost un pilot de Formula 1. De-a lungul carierei a luat startul în 1 cursă, niciuna din pole-position. Nu a câștigat nicio cursă și nu a terminat niciodată pe podium, acumulând 0 puncte în întreaga activitate ca pilot de Formula 1.